# Doré et Bouissou
Pour les articles homonymes, voir Doré et Bouissou (homonymie).
Doré et Bouissou est un constructeur automobile français.

## Production

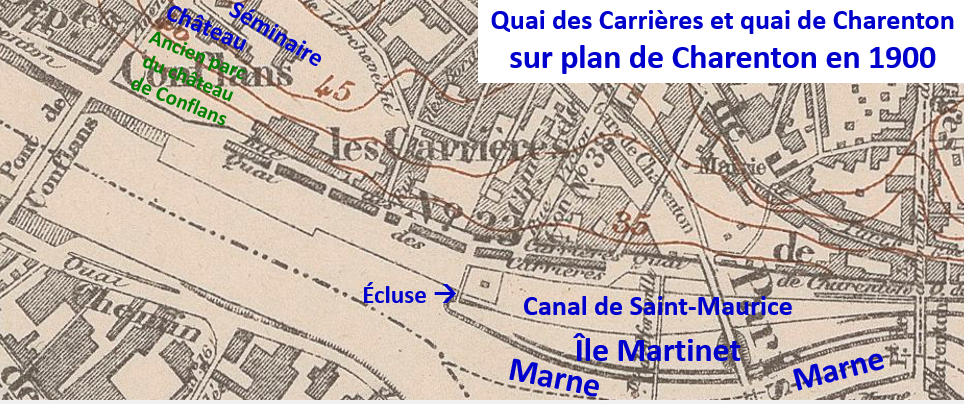
Quai des Carrières.

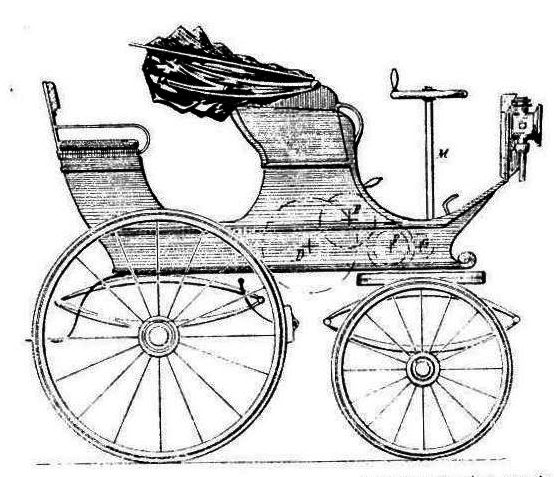
Doré Phaeton 4 CV (1897).

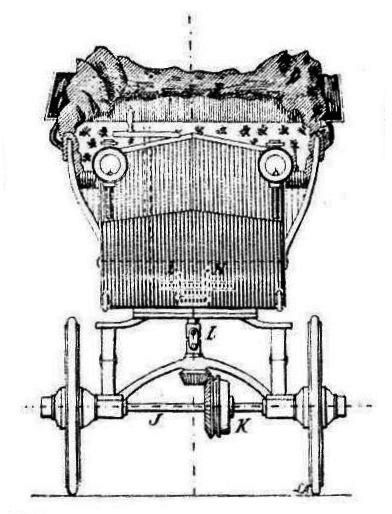
Doré Phaeton Devant 4 CV (1897).

L’entreprise de Levallois-Perret se lance dans la production d’automobiles en 1897. Le nom de marque était Doré. L’usine était située au 5 quai des Carrières. En décembre 1897, Doré expose un véhicule à carrosserie Phaéton au Salon du Cycle de Paris. Son moteur deux cylindres Augé refroidi à l’eau produisait environ 4 ch et entraînait l’essieu avant directeur. Le poids du véhicule était de 680 kg. Le 10 juillet 1897, les caractéristiques de conception du véhicule sont obtenues en faveur de DORÉ auprès du bureau des brevets avec le certificat no 268 644.
La production s’est terminée le 10.01.1898.